# Dobje (gmina Grosuplje)
Dobje – wieś w Słowenii, w gminie Grosuplje. 1 stycznia 2017 liczyła 14 mieszkańców.